# St. Michael (Bühlertal)

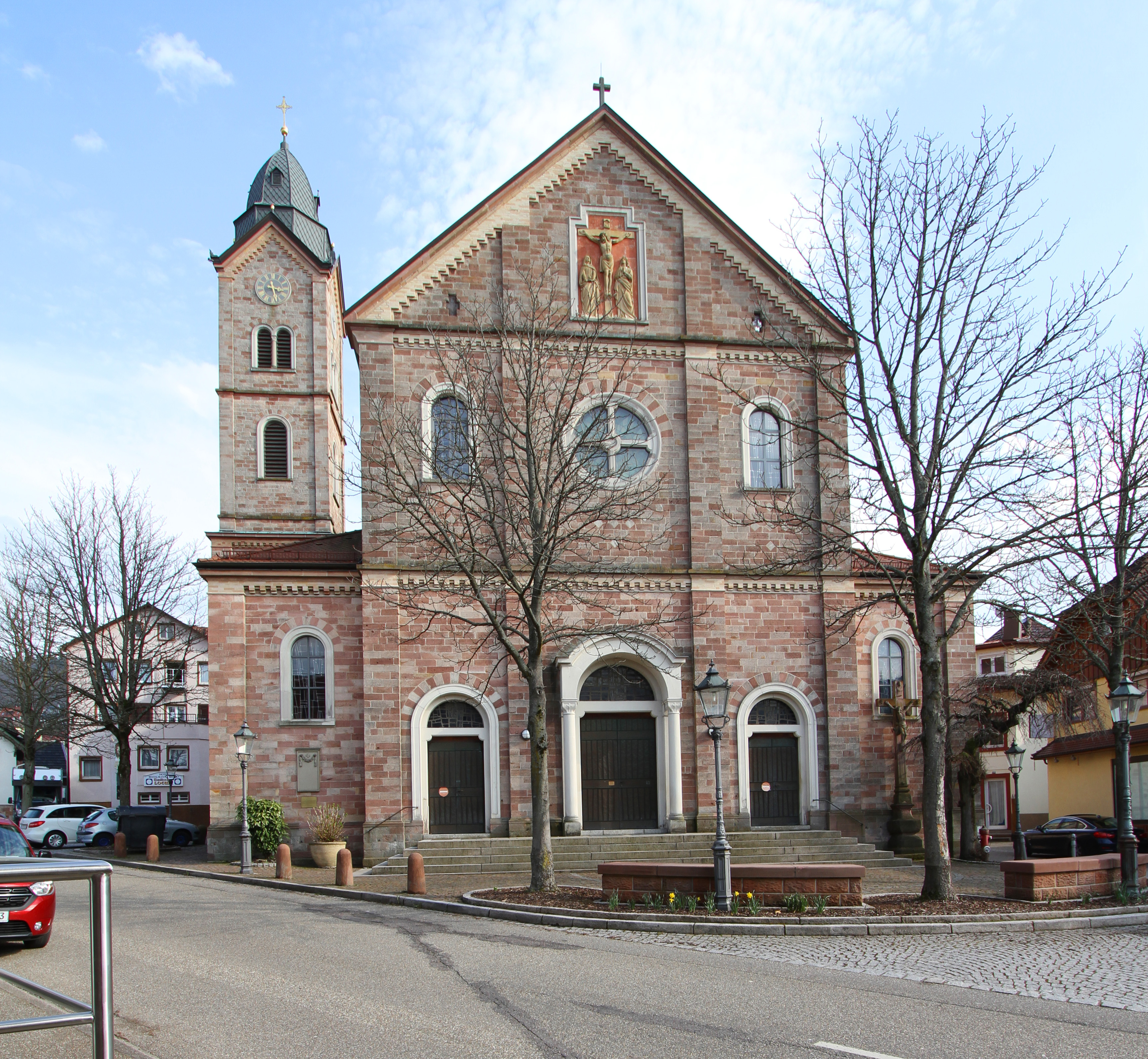
St. Michael in Bühlertal

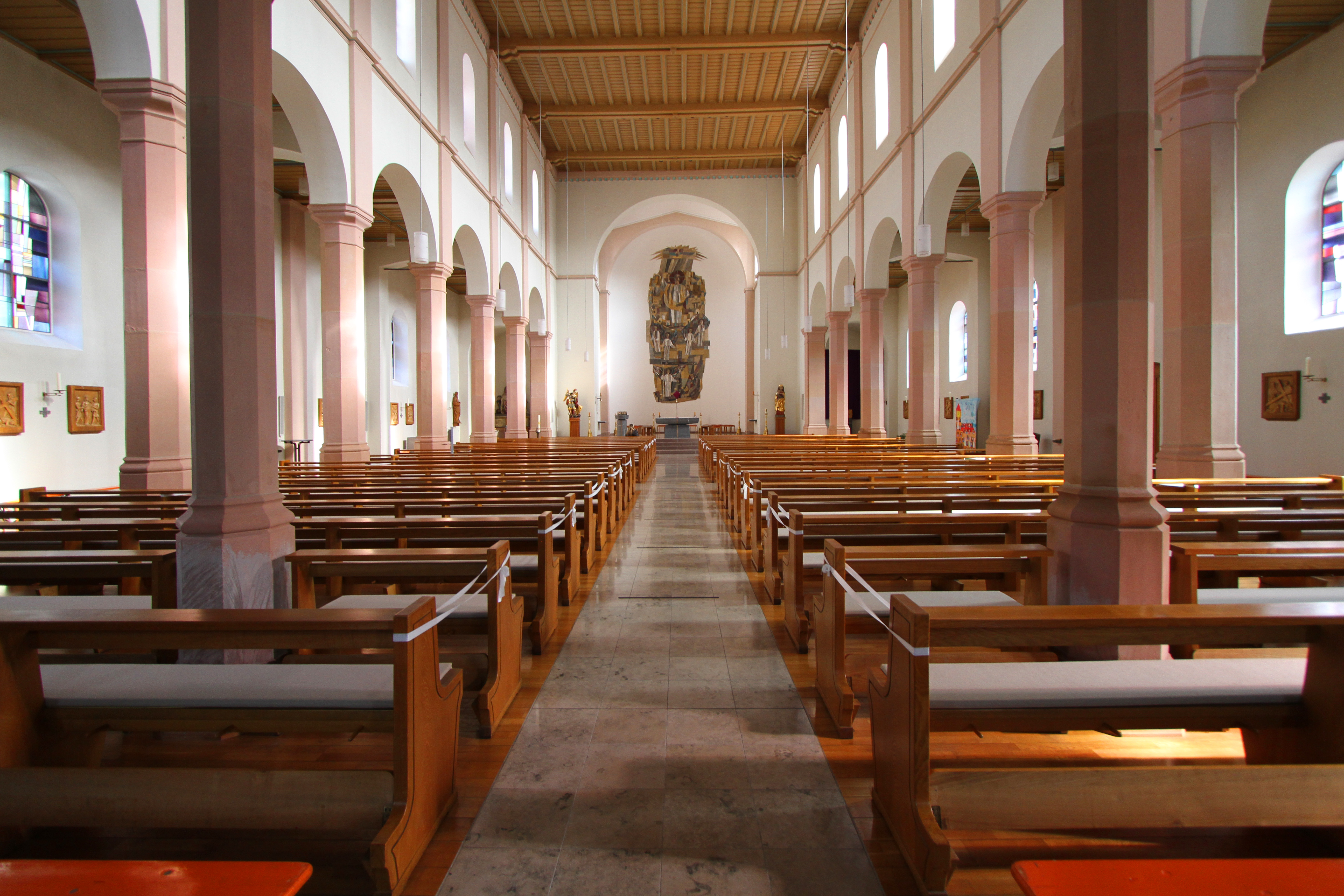
Innenansicht

Die römisch-katholische Pfarrkirche St. Michael steht in Bühlertal, einer Gemeinde im Landkreis Rastatt in Baden-Württemberg. Das Bauwerk ist beim Landesamt für Denkmalpflege Baden-Württemberg als Baudenkmal eingetragen. Die Kirchengemeinde gehört zum Dekanat Baden-Baden im Erzbistum Freiburg.

## Beschreibung
Die Basilika wurde 1862/63 nach einem Entwurf von Heinrich Hübsch anstelle einer zuvor abgebrochenen Kapelle errichtet. An das Mittelschiff des Langhauses schließt sich im Südosten der eingezogene Chor mit Fünfachtelschluss an. Der Kirchturm befindet sich neben dem nordöstlichen Seitenschiff. Sein oberer Teil beherbergt die Turmuhr und den Glockenstuhl, in dem vier Kirchenglocken hängen, die nach dem Zweiten Weltkrieg neu gegossen wurden.
Die Orgel wurde 1970 von Claudius Winterhalter erbaut.